# Carl I. Hagen
Carl Ivar Hagen (Oslo, 1944. május 6.) norvég politikus, a Storting korábbi alelnöke. A Haladás Párt elnöke volt 1978-tól 2006-ig, amikor Siv Jensen vette át a párt vezetését.

## Élete
Szülei Ragnar Hagen (1908–1969) és Gerd Gamborg (sz. 1914) voltak. Nős, felesége Eli Hagen. 1963-ban érettségizett, majd 1968-ban szerzett üzleti és marketingdiplomát. Ezt követően különböző cégeknél dolgozott, főként gazdasági és pénzügyi tanácsadóként. 1973–74-ben helyettes képviselő volt a parlamentben, majd 1974-től 1977-ig, illetve négy év szünet után, 1981-től 2009-ig képviselő. Utolsó ciklusában, 2005–2009 között a Storting alelnöke volt.

## Fordítás
- Ez a szócikk részben vagy egészben a Carl I. Hagen című angol Wikipédia-szócikk ezen változatának fordításán alapul.  Az eredeti cikk szerkesztőit annak laptörténete sorolja fel. Ez a jelzés csupán a megfogalmazás eredetét és a szerzői jogokat jelzi, nem szolgál a cikkben szereplő információk forrásmegjelöléseként.